# Brat
Brat je muška osoba koja u odnosu na drugu osobu, bilo mušku ili žensku, dijeli iste roditelje, ili kao polubrat jednog od roditelja (bilo oca ili majku). Ovaj pojam se obično koristi za dvije ili više genetski povezanih osoba.
U većini društava širom svijeta braća i sestre zajedno odrastaju i zajedno provode mnogo vremena tijekom djetinjstva i mladosti, tako da ponekad mogu imati i sukobe između sebe. Ponekad su ti sukobi povezani s bratstvom, iz čega su nastale fraze poput ako se ne bore međusobno nisu braća i slične. Međusobna blizina i zajedništvo braće i sestara u znaku je jakih emocionalnih veza kao što su ljubav, neprijateljstvo i rivalstvo.
Veze između braće i sestara često su komplicirane, a ponekad i pod utjecajem čimbenika poput roditeljskog postupanja prema njima, redoslijedu njihovog rođenja, te osoba i iskustava izvan obitelji.
Također, u nekim slučajevima neke osobe smatraju svoje najbliže prijatelje kao svoju braću. To je iz razlog što između njih postoji povjerenje i osjećaj koji ih ujedinjuje, a koji je u nekim slučajevima jači od veze biološke braće i sestara (istih roditelja). Izraz brat (braća) se koristi i za definiranje članova nekih vjerskih zajednica, uključujući i mnoge katoličke redove, sestrinstva ili bratstva.